# Vauxhall Prince Henry

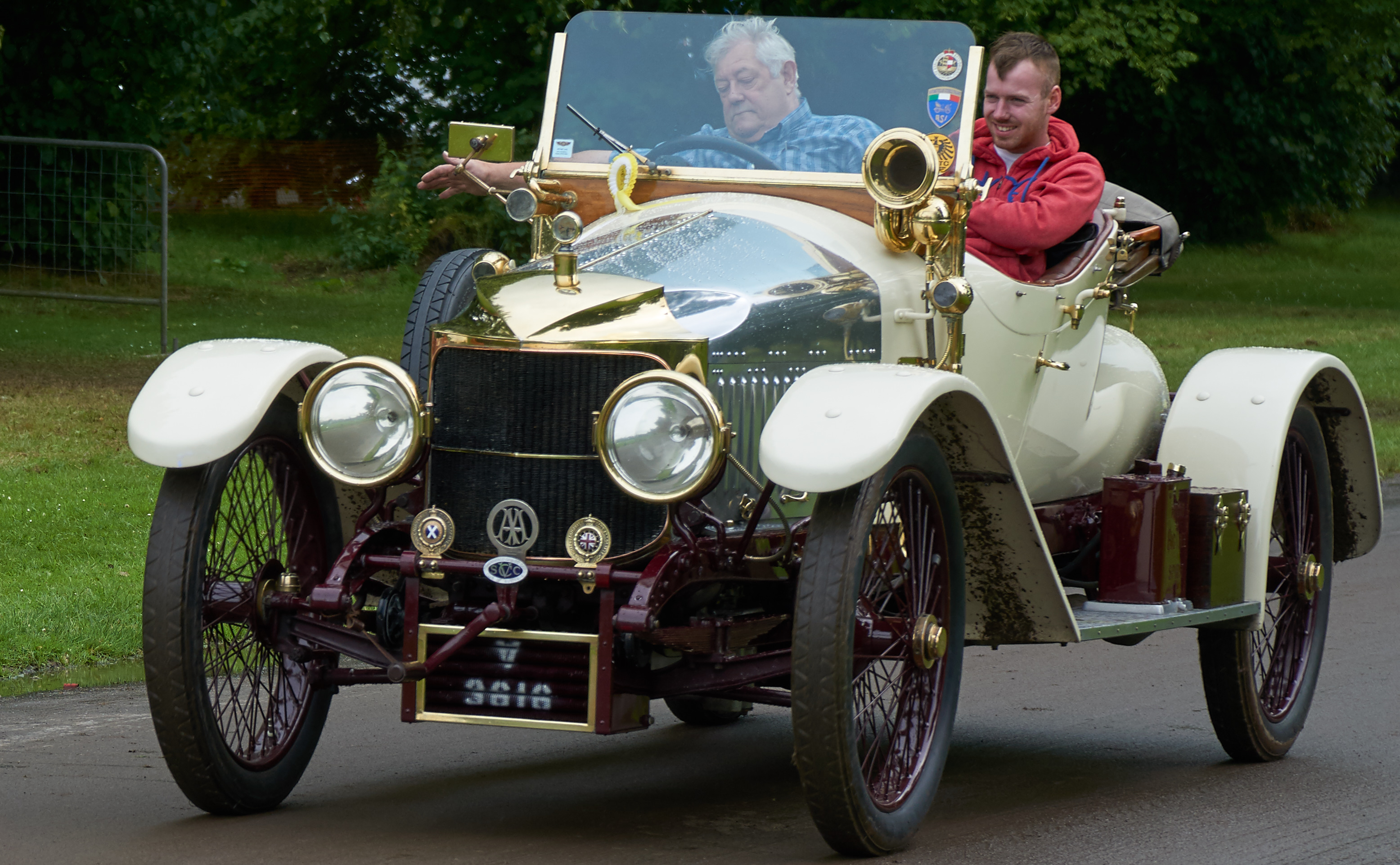
Vauxhall Prince Henry

Der Vauxhall C10 Prince Henry ist ein PKW-Modell des Automobilherstellers Vauxhall und wurde von 1911 bis 1913 produziert. 

## Beschreibung
Der Name bezieht sich auf die Prinz-Heinrich-Fahrt im Jahr 1910 (zum Ehren des preußischen Prinzen Albert Wilhelm Heinrich); der Vauxhall Prince Henry basiert auf den dort eingesetzten Rennwagen.
Mit dem Model „Prince Henry“ erzielte Vauxhall über die Landesgrenzen hinaus beachtete Rennerfolge. Einer der maßgeblichen Chefingenieure war Laurence Pomeroy.
Der Vierzylindermotor hatte zunächst einen Hubraum von 3054 cm3 und leistete 60 PS bei 2800 min−1. 1912 wurde ein stärkerer Motor mit 3969 cm3 Hubraum vorgestellt, der 86 PS bei 3300 min−1 leistete. 
Die Länge beträgt 4,05 m, das Gewicht 1250 kg.
Gegenwärtig existieren noch 9 Exemplare des Fahrzeugs.